# Love Don't Let Me Go (Walking Away)
Love Don't Let Me Go (Walking Away) vznikla jako mashup písně „Walking Away“ od skupiny The Egg zremixované německým DJ Tocadiscem a Guettovým singlem z roku 2002 „Love Don't Let Me Go“. Mashup byl poprvé představen během živého vystoupení francouzského DJ Joachimem Garraudem.

## Hitparáda
| Země           | Umístění |
| -------------- | -------- |
| Finsko         | 13       |
| Česko          | 14       |
| Austrálie      | 32       |
| Švédsko        | 23       |
| Francie        | 4        |
| Velká Británie | 3        |
| Rakousko       | 75       |
| Německo        | 50       |